# جک هندری

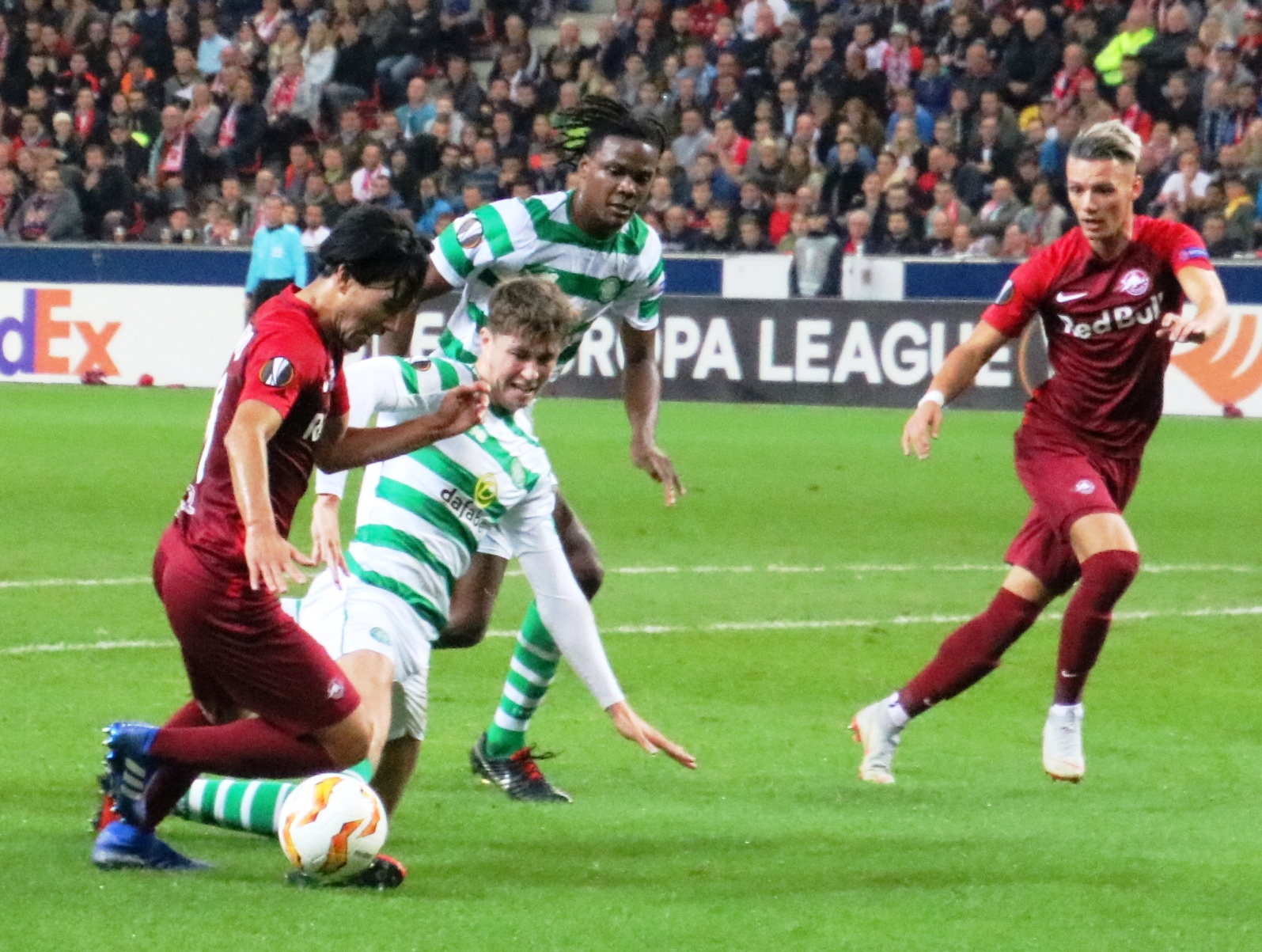
تصویری از جک هنری

جک هندری (انگلیسی: Jack Hendry؛ زادهٔ ۷ مهٔ ۱۹۹۵) بازیکن فوتبال اهل بریتانیا است.
از باشگاه‌هایی که در آن بازی کرده‌است می‌توان به باشگاه فوتبال شروزبری تاون، باشگاه فوتبال ویگان اتلتیک، و باشگاه فوتبال پاتریک تیسل اشاره کرد.
وی همچنین در تیم ملی فوتبال اسکاتلند بازی کرده‌است.a